# Fort Laramie National Historic Site
Fort Laramie var en militærstation i Wyoming fra 1849-1890 med flersidige funktioner.:750  Fortet var vigtigt for U.S.A. som en base for militære aktioner på den nordlige prærie mod forskellige indianere. Placeret ved Oregon Trail fandt emigranter et midlertidigt helle på vejen vestpå. Fortet er kendt i forbindelse med to vigtige traktater indgået med prærieindianere, først i 1851 og siden i 1868. Fortet med dets nærtliggende områder er et National Historic Site:Table 4  med et areal på 832.85 acre.:7 

## Fortets start og dets udvidelse
Fort Laramie rejste sig på en plads på bredden af Laramie River med de forfaldne bygninger af en ældre handelsstation. Bygget i 1834 og navngivet Fort William skiftede handelsstationen ejer i 1836, og omkring 1841 skiftede den også navn, nu til Fort John.:5  U.S.A. købte bygningerne og etablerede militærposten Fort Laramie den 27. juni 1849.:42  Ifølge Fort Laramie traktaten vedtaget to år senere lå fortet akkurat i cheyenne - og arapaho-indianernes fælles territorium syd for North Platte River.:594 
Med tiden kom fortet til at bestå af over halvfjerds bygninger, der bl.a. indbefattede barakker, postkontor, hospital og officerernes kvarter (populært kaldet ”Bedlam”). Der var plads til otte kompagnier a cirka 100 mand i fortet.:35 

## Fortets funktioner
Hovedformålet med fortet var at beskytte og bistå emigranterne på Oregon Trail.:6  Soldaterne fungerede også som en slags ingeniørtropper og hjalp f.eks. til med at udbygge telegraflinjer, ligesom de beskyttede disse.:90  Fortet førte tal over de passerende prærievogne for at få sandsynlige skøn om antallet af emigranter.:4  Disse gjorde brug af stedets smed til at få repareret vognhjul og skoet heste,:82 og 658  mens syge modtog behandling.:7  Traktatgaranteret gods til lakotaerne, cheyennere og arapahoerne blev i nogle år fragtet ud til fortet og opbevaret der, til stammerne hentede det.:49 

## Vigtige begivenheder knyttet til fortet
Fort Laramie traktaten (1851) har navn efter militærstationen, skønt selve forhandlingerne fandt sted 50 km øst for den.:2 
I 1854 gjorde løjtnant Grattan tjeneste ved fortet, da han kastede U.S.A. ud i de første kampe med lakotaerne ved at skyde høvding Conquering Bear.:10  Grattan blev begravet ved fortet, og da det blev nedlagt i 1890 overførtes hans jordiske rester til Fort Leavenworth, Kansas.
En vigtig traktat indgået med lakotaerne blev underskrevet i Fort Laramie i 1868.:2 

## Fort Laramie som en historisk seværdighed
Nogle årtier inde i det tyvende århundrede blev de gamle bygninger og grunden anset for at være af historisk betydning, og den 16. juli 1938 var Fort Laramie National Monument en realitet. Stedet skiftede navn til Fort Laramie National Historic Site den 29. april 1960.:5 
Et museum og flere restaurerede bygninger med opstillet inventar, uniformer og militærudstyr giver besøgende et billede af livet i fortet, som da det var i brug.:12 